# Verso la felicità
Verso la felicità (Happiness Ahead) è un film del 1934 diretto da Mervyn LeRoy.